# Piano Man
Piano Man var Billy Joels första större hit samt signaturmelodi. Låten släpptes som singel den 2 november 1973 och har sedan dess förekommit på flera album. Den nådde som bäst 25:e plats på Billboard Hot 100 i april 1974. Det är en fiktiv berättelse om Joels egna upplevelser som barsångare i Los Angeles vid Executive Lounge. 
Joel har själv sagt att alla karaktärer som förekommer i låten är baserade på riktiga människor. Han hade flyttat från New York till Los Angeles för att spela in sitt första album, Cold Spring Harbor, som inte blev framgångsrikt - till stor del på grund av felaktigheter från albumproducenterna på Family Productions, som hade signat Joel. Joel ville lämna kontraktet för Columbia Records, vilket var svårt. Detta föranledde att Joel "gömde sig" i baren i Los Angeles och framträdde under namnet Bill Martin, medan advokater vid Columbia Records försökte få honom löst från sitt första kontrakt. Hans egna känslor om misslyckandet med sitt första album och sina professionella frustrationer vid den här tiden uttrycks genom karaktärernas misslyckade och ouppnådda drömmar i låten.
Verserna sjungs ur barpianistens perspektiv, som mestadels fokuserar på alla andra i baren: en gammal man, bartendern John, servitrisen, affärsmannen, och stamkunder såsom "fastighetsförfattaren" Paul och flottisten Davey. De flesta av karaktärerna har inte uppnått sina drömmar, och det verkar som att pianistens jobb är att hjälpa dem med att "forget about life for a while" (glömma bort livet för en stund). Versen som är i allsångsstil från gästerna i baren kommer från bargästerna själva som ber honom: 
"Sing us a song / You're the piano man / Sing us a song, tonight / Well, we're all in the mood for a melody / And you've got us feeling all right."
"Sjung oss en sång / Du är pianomannen / Sjung oss en sång, ikväll / Vi känner alla för en melodi / Och du har fått oss att må bra."